# Apsarasa
Apsarasa là một chi bướm đêm thuộc họ Noctuidae.

## Các loài
- Apsarasa praslini Boisduval, 1832
- Apsarasa radians Westwood, 1848